# اسماعیل مردنلی
اسماعیل مردنلی (عربی: اسماعيل محمود ماردنلي ؛ زادهٔ ۸ ژانویهٔ ۱۹۸۷ حلب) یک بازیکن فوتبال سوری تبار اهل قطر است.

## باشگاهی
از باشگاه‌هایی که در آن بازی کرده‌است می‌توان به ام صلال و الجیش قطر اشاره کرد.

## تیم ملی
وی همچنین در تیم ملی فوتبال قطر بازی کرده است.